# DDR-Einzelmeisterschaft im Schach 1977
Die 26. DDR-Einzelmeisterschaft im Schach fand im Februar 1977 in Frankfurt (Oder) statt. Die Teilnehmer hatten sich über das sogenannte Dreiviertelfinale sowie ein System von Vorberechtigungen und Freiplätzen für diese Meisterschaft qualifiziert. Hauptschiedsrichter war Johannes Hoffmann aus Rüdersdorf. Spielstätte war das Sport- und Ausstellungszentrum in Frankfurt (Oder).

## Meisterschaft der Herren
Nach mehreren vergeblichen Anläufen wurde der Leipziger Großmeister Lothar Vogt erstmals DDR-Meister. Von der aktuellen Spitze des DDR-Schachsports fehlte nur Titelverteidiger Wolfgang Uhlmann wegen eines internationalen Turnierstarts. Vogt verdankte seinen Erfolg vor allem seinem Endspurt mit fünf Siegen in den letzten Runden. Diesem Tempo konnte keiner der Konkurrenten standhalten. Im weiteren Feld blieben größere Überraschungen aus, platzierten sich die Teilnehmer meist in der erwarteten Tabellenregion. Günther Möhring verlängerte seine lückenlose Serie auf 17 DDR-Meisterschaftsteilnahmen.

### Abschlusstabelle
|    | Teilnehmer                             | 01 | 02 | 03 | 04 | 05 | 06 | 07 | 08 | 09 | 10 | 11 | 12 | 13 | 14 | 15 | 16 | Punkte |
| -- | -------------------------------------- | -- | -- | -- | -- | -- | -- | -- | -- | -- | -- | -- | -- | -- | -- | -- | -- | ------ |
| 01 | Lothar Vogt (SG Leipzig)               |    | ½  | 0  | 1  | 1  | ½  | 1  | 1  | ½  | 1  | ½  | 1  | ½  | 1  | 1  | 1  | 11½    |
| 02 | Rainer Knaak (SG Leipzig)              | ½  |    | 1  | ½  | 0  | 1  | 0  | 1  | ½  | 1  | 1  | 1  | 0  | 1  | 1  | ½  | 10     |
| 03 | Heinz Liebert (Buna Halle-Neustadt)    | 1  | 0  |    | ½  | ½  | 0  | ½  | ½  | 1  | ½  | 1  | ½  | 1  | 1  | 1  | ½  | 09½    |
| 04 | Lutz Espig (Buna Halle-Neustadt)       | 0  | ½  | ½  |    | ½  | ½  | ½  | 1  | ½  | 0  | 1  | 1  | 1  | ½  | ½  | 1  | 09     |
| 05 | Günther Möhring (Chemie Lützkendorf)   | 0  | 1  | ½  | ½  |    | 1  | ½  | 0  | 1  | 0  | 0  | ½  | 1  | 1  | 1  | ½  | 08½    |
| 06 | Uwe Bönsch (Buna Halle-Neustadt)       | ½  | 0  | 1  | ½  | 0  |    | ½  | 1  | ½  | ½  | ½  | ½  | 1  | 1  | 0  | 1  | 08½    |
| 07 | Fritz Baumbach (AdW Berlin)            | 0  | 1  | ½  | ½  | ½  | ½  |    | 0  | 1  | ½  | 1  | ½  | ½  | ½  | ½  | ½  | 08     |
| 08 | Wolfgang Dietze (Chemie Lützkendorf)   | 0  | 0  | ½  | 0  | 1  | 0  | 1  |    | ½  | ½  | ½  | 1  | ½  | ½  | 1  | ½  | 07½    |
| 09 | Thomas Casper (SG Leipzig)             | ½  | ½  | 0  | ½  | 0  | ½  | 0  | ½  |    | ½  | 1  | 0  | 1  | ½  | ½  | 1  | 07     |
| 10 | Lothar Kollberg (AdW Berlin)           | 0  | 0  | ½  | 1  | 1  | ½  | ½  | ½  | ½  |    | 0  | 0  | 1  | 1  | 0  | 0  | 06½    |
| 11 | Klaus Müller (Greika Greiz)            | ½  | 0  | 0  | 0  | 1  | ½  | 0  | ½  | 0  | 1  |    | 1  | ½  | ½  | 0  | 1  | 06½    |
| 12 | Gottfried Braun (SG Leipzig)           | 0  | 0  | ½  | 0  | ½  | ½  | ½  | 0  | 1  | 1  | 0  |    | 0  | 0  | 1  | 1  | 06     |
| 13 | Reinhard Postler (Vorwärts Strausberg) | ½  | 1  | 0  | 0  | 0  | 0  | ½  | ½  | 0  | 0  | ½  | 1  |    | ½  | 1  | ½  | 06     |
| 14 | Thomas Espig (Greika Greiz)            | 0  | 0  | 0  | ½  | 0  | 0  | ½  | ½  | ½  | 0  | ½  | 1  | ½  |    | 1  | ½  | 05½    |
| 15 | Matthias Schurade (Lok Mitte Leipzig)  | 0  | 0  | 0  | ½  | 0  | 1  | ½  | 0  | ½  | 1  | 1  | 0  | 0  | 0  |    | ½  | 05     |
| 16 | Hans-Joachim Grottke (PH Potsdam)      | 0  | ½  | ½  | 0  | ½  | 0  | ½  | ½  | 0  | 1  | 0  | 0  | ½  | ½  | ½  |    | 05     |

### Dreiviertelfinale
Das Dreiviertelfinale der Herren fand Anfang August 1976 in Spremberg statt. Bei Punktgleichheit entschied die Anzahl der Gewinnpartien, danach die Sonneborn-Berger-Wertung. Hauptschiedsrichter war Paul Werner Wagner.
Gruppe A
|    | Teilnehmer                               | 01 | 02 | 03 | 04 | 05 | 06 | 07 | 08 | 09 | 10 | Punkte |
| -- | ---------------------------------------- | -- | -- | -- | -- | -- | -- | -- | -- | -- | -- | ------ |
| 01 | Wolfgang Dietze (Chemie Lützkendorf)     |    | ½  | 1  | 1  | 0  | 0  | ½  | 1  | 1  | 1  | 6      |
| 02 | Klaus Müller (Greika Greiz)              | ½  |    | 0  | 1  | 1  | ½  | 0  | 1  | 1  | 1  | 6      |
| 03 | Matthias Schurade (Lok Leipzig Mitte)    | 0  | 1  |    | 0  | 1  | 1  | ½  | ½  | 1  | 1  | 6      |
| 04 | Hans-Joachim Grottke (PH Potsdam)        | 0  | 0  | 1  |    | 0  | 1  | 1  | 1  | 1  | ½  | 5½     |
| 05 | Oswald Bindrich (Vorwärts Stallberg)     | 1  | 0  | 0  | 1  |    | 1  | ½  | 0  | 1  | ½  | 5      |
| 06 | Rainer Barth (Buna Halle-Neustadt)       | 1  | ½  | 0  | 0  | 0  |    | 1  | ½  | 0  | 1  | 4      |
| 07 | Helmut Roßmann (AdW Berlin)              | ½  | 1  | ½  | 0  | ½  | 0  |    | ½  | 1  | 0  | 4      |
| 08 | Eberhard Geissert (Aktivist Lauchhammer) | 0  | 0  | ½  | 0  | 1  | ½  | ½  |    | 0  | 1  | 3½     |
| 09 | Gunther Pohling (Post Berlin)            | 0  | 0  | 0  | 0  | 0  | 1  | 0  | 1  |    | 1  | 3      |
| 10 | Gerd Lorenz (Lok Karl-Marx-Stadt)        | 0  | 0  | 0  | ½  | ½  | 0  | 1  | 0  | 0  |    | 2      |

Gruppe B
|    | Teilnehmer                               | 01 | 02 | 03 | 04 | 05 | 06 | 07 | 08 | 09 | 10 | Punkte |
| -- | ---------------------------------------- | -- | -- | -- | -- | -- | -- | -- | -- | -- | -- | ------ |
| 01 | Hans-Ulrich Grünberg (Lok Schwerin)      |    | 1  | 1  | ½  | 1  | ½  | 1  | ½  | ½  | 1  | 7      |
| 02 | Lothar Kollberg (AdW Berlin)             | 0  |    | 0  | ½  | 1  | 1  | 1  | 1  | 1  | 1  | 6½     |
| 03 | Thomas Espig (Greika Greiz)              | 0  | 1  |    | ½  | ½  | 1  | 1  | 1  | ½  | 1  | 6½     |
| 04 | Reinhard Postler (Vorwärts Strausberg)   | ½  | ½  | ½  |    | ½  | 1  | 1  | 1  | ½  | ½  | 6      |
| 05 | Werner Müller (Aktivist Senftenberg)     | 0  | 0  | ½  | ½  |    | 1  | 1  | ½  | ½  | 1  | 5      |
| 06 | Eckhard Jeske (Schiffahrt/Hafen Rostock) | ½  | 0  | 0  | 0  | 0  |    | 1  | 1  | 1  | 1  | 4½     |
| 07 | Manfred Pape (Motor Wernigerode)         | 0  | 0  | 0  | 0  | 0  | 0  |    | 1  | 1  | 1  | 3      |
| 08 | Norbert Krug (EVB/Funkwerk Erfurt)       | ½  | 0  | 0  | 0  | ½  | 0  | 0  |    | 1  | 1  | 3      |
| 09 | Peter Babrikowski (PH Potsdam)           | ½  | 0  | ½  | ½  | ½  | 0  | 0  | 0  |    | 0  | 2      |
| 10 | Bernhard Hartwig (Chemie Ilmenau)        | 0  | 0  | 0  | ½  | 0  | 0  | 0  | 0  | 1  |    | 1½     |

Gruppe C
|    | Teilnehmer                          | 01 | 02 | 03 | 04 | 05 | 06 | 07 | 08 | 09 | 10 | Punkte |
| -- | ----------------------------------- | -- | -- | -- | -- | -- | -- | -- | -- | -- | -- | ------ |
| 01 | Fritz Baumbach (AdW Berlin)         |    | 1  | 1  | 1  | 1  | ½  | ½  | 1  | 1  | ½  | 7½     |
| 02 | Gottfried Braun (SG Leipzig)        | 0  |    | 0  | ½  | 1  | 1  | 0  | 1  | 1  | 1  | 5½     |
| 03 | Thomas Casper (Carl Zeiss Jena)     | 0  | 1  |    | 1  | 1  | 0  | 0  | ½  | ½  | 1  | 5      |
| 04 | Rainer Möbius (Lok Karl-Marx-Stadt) | 0  | ½  | 0  |    | ½  | 1  | 1  | ½  | ½  | 1  | 5      |
| 05 | Michael Becker (Traktor Spremberg)  | 0  | 0  | 0  | ½  |    | 0  | 1  | 1  | 1  | 1  | 4½     |
| 06 | Günter Walter (Lok Brandenburg)     | ½  | 0  | 1  | 0  | 1  |    | 1  | 0  | ½  | ½  | 4½     |
| 07 | Bodo Starck (AdW Berlin)            | ½  | 1  | 1  | 0  | 0  | 0  |    | 1  | ½  | 0  | 4      |
| 08 | Erwin Böhm (Lok Dresden)            | 0  | 0  | ½  | ½  | 0  | 1  | 0  |    | ½  | 1  | 3½     |
| 09 | Olaf Raitza (Lok Rostock)           | 0  | 0  | ½  | ½  | 0  | ½  | ½  | ½  |    | 1  | 3½     |
| 10 | Hans-Eckart Lüthke (Lok Schwerin)   | ½  | 0  | 0  | 0  | 0  | ½  | 1  | 0  | 0  |    | 2      |

## Meisterschaft der Damen
Zum dritten Mal innerhalb von vier Jahren gewann Petra Feustel den DDR-Meistertitel. Das Durchschnittsalter der Spielerinnen lag unter 22 Jahren. 

### Abschlusstabelle
|    | Teilnehmer                           | 01 | 02 | 03 | 04 | 05 | 06 | 07 | 08 | 09 | 10 | 11 | 12 | 13 | 14 | Punkte |
| -- | ------------------------------------ | -- | -- | -- | -- | -- | -- | -- | -- | -- | -- | -- | -- | -- | -- | ------ |
| 01 | Petra Feustel (SG Leipzig)           |    | ½  | ½  | 1  | ½  | ½  | 1  | 1  | 1  | 1  | 1  | ½  | 1  | 1  | 10½    |
| 02 | Marion Worch (Buna Halle-Neustadt)   | ½  |    | 0  | 1  | 1  | ½  | ½  | ½  | 1  | 1  | 1  | 1  | 1  | 1  | 10     |
| 03 | Annett Michel (Buna Halle-Neustadt)  | ½  | 1  |    | 0  | 0  | ½  | 1  | 1  | 1  | ½  | 1  | 1  | 1  | 1  | 09½    |
| 04 | Ulricke Seidemann (PH Potsdam)       | 0  | 0  | 1  |    | 1  | ½  | ½  | 1  | ½  | 1  | 1  | 0  | 1  | 1  | 08½    |
| 05 | Martina Müller (Lok Karl-Marx-Stadt) | ½  | 0  | 1  | 0  |    | ½  | ½  | ½  | 1  | ½  | ½  | ½  | 1  | 1  | 07½    |
| 06 | Eveline Nünchert (PH Potsdam)        | ½  | ½  | ½  | ½  | ½  |    | ½  | 0  | 1  | ½  | 0  | 1  | 1  | ½  | 07     |
| 07 | Hannelore Kube (Medizin Erfurt)      | 0  | ½  | 0  | ½  | ½  | ½  |    | ½  | ½  | 0  | 1  | 1  | 0  | 1  | 06     |
| 08 | Lieselotte Janssen (Chemie Colditz)  | 0  | ½  | 0  | 0  | ½  | 1  | ½  |    | ½  | ½  | ½  | 1  | ½  | ½  | 06     |
| 09 | Christel Kluß (Buna Halle-Neustadt)  | 0  | 0  | 0  | ½  | 0  | 0  | ½  | ½  |    | ½  | 1  | 1  | 1  | 0  | 05     |
| 10 | Gesine Camin (Motor Wernigerode)     | 0  | 0  | ½  | 0  | ½  | ½  | 1  | ½  | ½  |    | ½  | ½  | ½  | 0  | 05     |
| 11 | Sabine Gratias (Chemie Ilmenau)      | 0  | 0  | 0  | 0  | ½  | 1  | 0  | ½  | 0  | ½  |    | ½  | ½  | 1  | 04½    |
| 12 | Petra Tornack (Buna Halle-Neustadt)  | ½  | 0  | 0  | 1  | ½  | 0  | 0  | 0  | 0  | ½  | ½  |    | 0  | 1  | 04     |
| 13 | Diana Walther (Aufbau Zeulenroda)    | 0  | 0  | 0  | 0  | 0  | 0  | 1  | ½  | 0  | ½  | ½  | 1  |    | ½  | 04     |
| 14 | Regine Braun (Chemie Köpenick)       | 0  | 0  | 0  | 0  | 0  | ½  | 0  | ½  | 1  | 1  | 0  | 0  | ½  |    | 03½    |

### Dreiviertelfinale
Das Dreiviertelfinale der Damen fand im Juli 1976 in Torgelow statt. Schiedsrichter war Eckhard Christmann aus Dresden. Nach zahlreichen Absagen kamen nur zwei Gruppen mit je acht Spielerinnen zustande.
Gruppe 1
|   | Teilnehmer                               | 01 | 02 | 03 | 04 | 05 | 06 | 07 | 08 | Punkte |
| - | ---------------------------------------- | -- | -- | -- | -- | -- | -- | -- | -- | ------ |
| 1 | Ulricke Seidemann (Wissenschaft Potsdam) |    | ½  | ½  | 0  | 1  | 1  | 1  | 1  | 5      |
| 2 | Hannelore Kube (Medizin Erfurt)          | ½  |    | 1  | 0  | ½  | ½  | 1  | 1  | 4½     |
| 3 | Petra Tornack (Buna Halle-Neustadt)      | ½  | 0  |    | 1  | ½  | 1  | ½  | 1  | 4½     |
| 4 | Diana Walther (Aufbau Zeulenroda)        | 1  | 1  | 0  |    | ½  | 0  | ½  | 1  | 4      |
| 5 | Carola Manger (Motor Weimar)             | 0  | ½  | ½  | ½  |    | 1  | 1  | ½  | 4      |
| 6 | Sylvia Koch (Chemie Premnitz)            | 0  | ½  | 0  | 1  | 0  |    | 1  | 0  | 2½     |
| 7 | Helga Helm (Motor Leipzig-Lindenau)      | 0  | 0  | ½  | ½  | 0  | 0  |    | 1  | 2      |
| 8 | Ines Starck (AdW Berlin)                 | 0  | 0  | 0  | 0  | ½  | 1  | 0  |    | 1½     |

Gruppe 2
|   | Teilnehmer                           | 01 | 02 | 03 | 04 | 05 | 06 | 07 | 08 | Punkte |
| - | ------------------------------------ | -- | -- | -- | -- | -- | -- | -- | -- | ------ |
| 1 | Regine Braun (Chemie Köpenick)       |    | ½  | ½  | ½  | 1  | 1  | ½  | 1  | 5      |
| 2 | Martina Müller (Lok Karl-Marx-Stadt) | ½  |    | ½  | 1  | 0  | ½  | 1  | 1  | 4½     |
| 3 | Lieselotte Janssen (Chemie Colditz)  | ½  | ½  |    | ½  | ½  | 1  | 1  | ½  | 4½     |
| 4 | Sabine Gratias (Chemie Ilmenau)      | ½  | 0  | ½  |    | 1  | ½  | ½  | 1  | 4      |
| 5 | Irene Winter (Motor Weimar)          | 0  | 1  | ½  | 0  |    | 1  | 0  | ½  | 3      |
| 6 | Martina Keller (MK Allstedt)         | 0  | ½  | 0  | ½  | 0  |    | 1  | 1  | 3      |
| 7 | Bärbel Müller (Vorwärts Strausberg)  | ½  | 0  | 0  | ½  | 1  | 0  |    | ½  | 2½     |
| 8 | Ute Tschesche (SG Jasmund)           | 0  | 0  | ½  | 0  | ½  | 0  | ½  |    | 1½     |

## Jugendmeisterschaften
| Altersklasse | männlich                        | weiblich                            |
| ------------ | ------------------------------- | ----------------------------------- |
| 07/08        | Mathias Paul (Chemie Guben)     | Gundula Nehse (Buna Halle-Neustadt) |
| 11/12        | Karsten Volke (ASP Hoyerswerda) | Katja Sommaro (ASP Hoyerswerda)     |
| 13/14        | Raj Tischbierek (SG Leipzig)    | Ines Starck (AdW Berlin)            |
| Jugend       | Thomas Casper (SG Leipzig)      | Iris Bröder (Buna Halle-Neustadt)   |

Das Ergebnis der Meisterschaft in der Altersklasse 9/10 liegt nicht vor.